# Sambyn Gonchiksumla
Sambyn Gonchiksumla (18. februar 1915 - 25. februar 1991) var en mongolsk klassisk komponist og dirigent.
Gonchiksumla studerede komposition og direktion på Moskva Musikkonservatorium og hører til Mongoliets fremmeste komponister. Han skrev fem symfonier, orkesterværker, koncerter, operaer, balletmusik etc.
Gonchiksumla var dirigent for Mongolian States Theatre Orchestra og var leder af den mongolske komponistorganisation.

## Udvalgte værker
- Symfoni nr. 1 (1964) - for orkester
- Symfoni nr. 2 (1970) - for orkester
- Symfoni nr. 3 (1982) - for orkester
- Symfoni nr. 4 (1986) - for orkester
- Symfoni nr. 5 (1988) - for orkester